# Willem-Alexander Centrale
De Willem-Alexander Centrale te Buggenum (gemeente Leudal, Limburg) was een stoom- en gascentrale die werkte op kolenvergassing.
De centrale is gebouwd door Demkolec BV, en is nu eigendom van NUON. In 1989 begon Demkolec met het ontwerp van de kolenvergassingsinstallatie. De bouw startte in 1990 vlak naast de voormalige Maascentrale en sinds eind 1993 was de centrale in gebruik. De centrale was commercieel productief sinds 1998, en is daarmee een van de eerste commerciële kolenvergassingcentrales ter wereld. Sinds 2002 werd ook biomassa mee vergast.
De centrale had een Shell kolenvergasser en Siemens gas- en stoomturbines met een vermogen van 253 MW. Bij volle productie verbruikte de centrale ongeveer 2.000 ton steenkool per dag.
Bij kolenvergassing wordt de steenkool onder hoge temperatuur eerst omgezet in synthesegas voornamelijk bestaande uit waterstof en koolmonoxide. Dit gas wordt gereinigd en van zwavel ontdaan en wordt daardoor net zo schoon als aardgas. Dit gas wordt gebruikt voor verbranding in de STEG waarmee de elektriciteit wordt opgewekt. Deze bewerking van de steenkool heeft als belangrijke voordelen dat er minder luchtvervuiling is in vergelijking tot gewone kolengestookte centrales en een aanzienlijk hoger rendement. De reststoffen in de vorm van slak en vliegas worden bewerkt tot bouwmaterialen. Het zwavel dat uit de steenkool wordt gehaald wordt verkocht aan de chemische industrie.
Nuon heeft in 2010 een proef gehouden bij de Willem-Alexander Centrale om kooldioxide (CO2) af te vangen met een vergassingstechnologie die het mogelijk maakt om de CO2 af te vangen voordat de fossiele brandstoffen verbrand worden, het zogenaamde pre-combustie. Het project betrof een investering van 40 miljoen euro. Het ministerie van Economische Zaken heeft een subsidie van 10 miljoen euro toegezegd in het kader van de Unieke Kansen Regeling. Bij een succes zal deze technologie ook toegepast gaan worden bij de nieuwe Magnum energiecentrale in de Eemshaven.
In december 2012 maakte Nuon bekend de centrale te gaan sluiten. Na consultatie van diverse bestuursorganen werd een definitief besluit genomen. Op 1 april 2013 werd de centrale buiten gebruik genomen en verloren 140 medewerkers hun baan. Op 25 februari 2014 maakte Vattenfall bekend de centrale te ontmantelen.